# チャーリー・バートレットの男子トイレ相談室
『チャーリー・バートレットの男子トイレ相談室』（Charlie Bartlett）は、2007年のアメリカ合衆国のコメディ映画。ジョン・ポール監督の長編映画デビュー作である。

## ストーリー
金持ちで頭脳明晰な男子高校生のチャーリー・バートレットが、男子トイレで不良たち相手にカウンセリングをして金儲けをする。

## キャスト
※括弧内は日本語吹替
- チャーリー・バートレット - アントン・イェルチン（武藤正史）
- ネイサン・ガードナー校長 - ロバート・ダウニー・Jr（桐本琢也）
- マリリン・バートレット - ホープ・デイヴィス（よのひかり）
- スーザン・ガードナー - カット・デニングス（小林沙苗）
- マーフィー・ビヴェンス - タイラー・ヒルトン（最上嗣生）
- キップ・クロムブウェル - マーク・レンドール（英語版）
- レン・アーバックル - ディラン・テイラー（英語版）
- ホイットニー・ドラモンド - ミーガン・パーク
- ダスティン・ローダーバッハ - ジェイク・エプスタイン（英語版）
- ジョーダン・サンダー - ジョナサン・マレン（英語版）
- セジウィック教育長 - デレク・マクグラス（英語版）
- スタン・ウェザース医師 - スティーヴン・ヤング（英語版）
- ヘンリー・フリーモント - イシャン・ダヴェ（英語版）
- ハンセン警官 - デヴィッド・ブラウン
- ディーン・ウエスト - ノーム・ジェンキンス（英語版）
- ケリー - ローレン・コリンズ（英語版）
- プリシラ - サラ・ガドン
- A/V・ジョーンズ  - オーブリー・グラハム

## スタッフ
- 監督：ジョン・ポール（英語版）
- 製作：デヴィッド・パーマット、バーロン・キッド、ジェイ・ローチ、シドニー・キンメル
- 製作総指揮：ウィリアム・ホーバーグ、ジェニファー・ペリーニ、トリッシュ・ホフマン、ブルース・トール
- 脚本：ガスティン・ナッシュ
- 撮影：ポール・サロッシー
- プロダクションデザイン：タマラ・デヴェレル
- 衣装デザイン：ルイス・セケイラ
- 編集：アラン・ボームガーテン
- 音楽：クリストフ・ベック
- 音楽監修：デイヴ・ジョーダン、ジョジョ・ヴィラヌエヴァ
- 衣装：ルイス・セクエイラ、
- キャスティング：デイヴィッド・ルービン、リチャード・ヒックス
- 共同製作：スティーヴ・ロンギ、ガスティン・ナッシュ